# Línia Castelldefels-Cornellà-Barcelona
Línia Castelldefels-Cornellà-Barcelona és un projecte ferroviari per a la construcció d'una línia de ferrocarril per a trens de rodalia entre Barcelona i Castelldefels passant per Cornellà de Llobregat.
Inicialment el projecte era un perllongament del servei R3 de Rodalies de Catalunya, des de l'estació de l'Hospitalet de Llobregat fins a Cornellà per la línia de Vilafranca. De Cornellà a Castelldefels es construiria una línia soterrada fins a enllaçar amb la línia de Vilanova a Castelldefels. En el marc del Pla de Rodalies Barcelona 2009-2015. Posteriorment el ministre Blanco va anunciar fer arribar aquesta línia fins a l'avinguda Diagonal de Barcelona a l'alçada de la Zona Universitària.